# Lennox Tower
Lennox Tower ist die Ruine eines Wohnturms in Lymphoy am Ufer des Water of Leith. Das Tower House aus dem 15. Jahrhundert liegt zwischen Balerno und Currie, etwa 11 km südwestlich der schottischen Stadt Edinburgh.

## Geschichte
Den Turm ließen die Earls of Lennox, die zur Familie Stewart gehörten, erbauen. Maria Stuart und Regent Morton besuchten die Burg, während König Jakob VI. sie als Jagdschloss nutzte. Später erwarb George Heriot, Goldschmied und Gründer der George Heriot’s School, den Lennox Tower. Die Burg verfiel schließlich so weit, dass sie irgendwann zu einem Felsengarten wurde.

## Beschreibung
Die Burg war ein Turm mit rechteckigem Grundriss. Heute ist nur noch das Erdgeschoss erhalten, zu dem sich der Eingang an der Nordostecke befindet, sowie das Fundament einer Podesttreppe. Die Nord- und Westmauern des Turms sind etwa 2,4 Meter hoch, während die Mauerreste an den anderen beiden Seiten nur noch eine Höhe von weniger als 0,6 Metern aufweisen.
Es gab einen Tunnel vom Tower House zu Lymphoy House. Lennox Tower befindet sich auf einem Felsvorsprung. Südlich davon liegt ein etwa zwei Meter tiefer Graben, wo wohl eine Ringmauer war. Man denkt, dass einst eine Einfriedung das Anwesen umgeben hat und sich weitere Gebäude zwischen dem Turm und dem Graben befanden.
Lennox Tower gilt als Scheduled Monument.

## Geister
Der Turm soll von einer „Weißen Frau“ heimgesucht werden. Man erzählt sich, dass sie die Schwiegertochter der Familie von Lymphoy House sei. Nachdem ihr Gatte in einer Schlacht gefallen war, wandte sie sich mit der Bitte um Unterstützung an dessen Familie, die sie nie akzeptiert hatte. Als sie sie zurückwiesen, starben sie und ihr Kind im Schnee. Seither hat man des Öfteren eine „Weiße Frau“ in der Gegend herumschleichen sehen.